# Manzini
Manzini je město ve Svazijsku. Žije v něm přibližně 111 tisíc obyvatel a je správním centrem stejnojmenného regionu. Leží na řece Mzimnene v úrodném a hustě osídleném kraji Middleveld a má vlhké subtropické podnebí.
V roce 1885 zde búrský obchodník Arthur Bremer založil osadu, která podle něj dostala název Bremersdorp. V letech 1890–1902 byl Bremersdorp hlavním městem Svazijska. V roce 1960 dostalo město domorodý název Manzini a v roce 1994 mu byl udělen status city.
Díky poloze ve středu země je Manzini dopravním uzlem, jímž prochází hlavní silniční tah MR3 a v nedalekém městečku Matsapha je k dispozici letiště (bylo největším v zemi do otevření letiště Mswatiho III. v roce 2014). Stalo se hospodářským centrem země s velkým pravidelným trhem, hotely a supermarkety, převažuje zde potravinářský a textilní průmysl. Díky prosperitě počet obyvatel stále roste a překonal i hlavní město Mbabane. Nachází se zde nazarénská škola a katedrála Nanebevzetí Panny Marie.